# Hatsik (Armavir)
Hatsik (in armeno Հացիկ?, fino al 1963 Imeni Voroshilova, dal 1963 al 1991 Nairi) è un comune dell'Armenia di 2 804 abitanti (2008) della provincia di Armavir.